# Плаун годичный
Плау́н колю́чий, или Плаун годи́чный, или Плаун годова́лый, или Деря́ба (лат. Lycopódium annotínum), — многолетнее травянистое вечнозелёное споровое растение, вид рода Плаун (Lycopodium) семейства Плауновые (Lycopodiaceae).

## Ботаническое описание

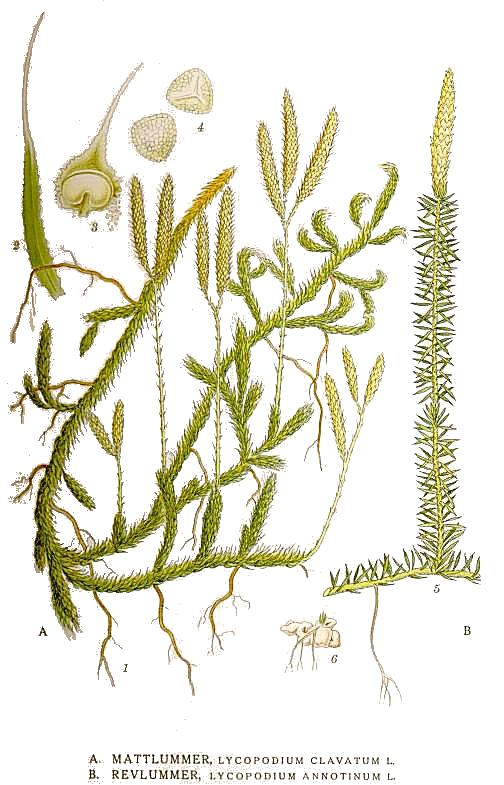
Отличия плауна годичного (В) от плауна булавовидного (А).

Стебель до 1,5 м длиной, укореняющийся. Ветви прямостоячие высотой 10—30 см.
Листья до 7 мм длиной, в отличие от плауна булавовидного, без волосистого окончания, жёсткие, отогнутые вниз (очень редко направлены косо вверх), вверху пильчатые.
Спороносные колоски, в отличие от плауна булавовидного, сидячие одиночные. Спороношение происходит в июне — июле.

### Химический состав
Всё растение содержит тритерпеноиды, каротиноиды, алкалоиды (в том числе ликоподин и аннотинин), флавоноиды. Надземная часть содержит фенолкарбоновые кислоты (феруловую, ванилиновую), азелаиновую кислоту.

## Распространение и среда обитания
Распространён в Европе (Европейская Арктика, Карпаты, Молдова) и Азии (Западное Закавказье).
В России растёт в европейской части, в Предкавказье, Западной и Восточной Сибири, на Дальнем Востоке.
Произрастает в сырых мшистых хвойных и лиственных лесах. В заболоченных березняках может образовывать сплошной покров.
Является обычным представителем на севере лесной зоны; на юге встречается реже, спорадически. В горах доходит до верхнего горного пояса.

## Значение и применение
Как и плаун булавовидный, имеет медицинское значение — споры (под названием ликоподий) используют как лекарственное сырьё для изготовления детских присыпок. Однако заросли этого вида плауна менее продуктивны, так как спороносные колоски образуют меньше спор. Споры были включены в Государственную фармакопею СССР 8—10-го изданий.
По наблюдениям О. И. Семёнова-Тян-Шанского в Лапландском заповеднике все части растения поедаются европейским лосём (Alces alces Linnaeus).
Настой, отвар, настойку надземной части применяют как общеукрепляющее, при нервно-психических расстройствах, противосудорожное, анальгезирующее при гастралгии, радикулите, гемостатическое, улучшающее аппетит, при заболеваниях желудка, печени, слабительное, диуретическое, контрацептивное, при аменорее, ретенции плаценты, белях. Двадцатипроцентный отвар и аннотинин в эксперименте действуют на окончания двигательных нервов подобно кураре и кониину. Нитрат ликоподина и бромгидрат аннотинина в эксперименте обладают антиалкогольным эффектом. Стебли применяют при фурункулёзе, алопеции.
В ветеринарии надземную часть применяют как вяжущее, инсектицидное, при оспе у овец.
В народной медицине споры используют для возбуждения аппетита, при астении, как слабительное; мазь — при гнойных ранах, экземе.
Декоративное растение.
Из листьев получают синюю краску.

## Классификация

### Подвиды
Выделяют до шести подвидов:
- Lycopodium annotinum ssp. alpestre (Hartm.) Á.Löve & D.Löve
- Lycopodium annotinum ssp. pungens (Bach.Pyl.) Hultén
- Lycopodium annotinum var. acrifolium Fernald
- Lycopodium annotinum var. alpestre Hartm.
- Lycopodium annotinum var. annotinum L.
- Lycopodium annotinum var. pungens (Bach.Pyl.) Desv.